# 1576
- Wikisource

| Calendário gregoriano                                                        | 1576 MDLXXVI                                         |
| Ab urbe condita                                                              | 2329                                                 |
| Calendário arménio                                                           | 1025 – 1026                                          |
| Calendário bahá'í                                                            | -268 – -267                                          |
| Calendário budista                                                           | 2120                                                 |
| Calendário chinês                                                            | 4272 – 4273 Início a 30 de janeiro (aproximadamente) |
| Calendário copta                                                             | 1292 – 1293                                          |
| Calendário etíope                                                            | 1568 – 1569                                          |
| Calendários hindus - Vikram Samvat - Calendário nacional indiano - Cáli Iuga | 1631 – 1632 1497 – 1498 4676 – 4677                  |
| Calendário Holoceno                                                          | 11576                                                |
| Calendário islâmico                                                          | 984 – 985                                            |
| Calendário judaico                                                           | 5336 – 5337                                          |
| Calendário persa                                                             | 954 – 955                                            |
| Calendário rúnico                                                            | 1826                                                 |
| Calendário solar tailandês                                                   | 2119                                                 |

1576 (MDLXXVI, na numeração romana) foi um ano bissexto do século XVI do Calendário Juliano, da Era de Cristo, e as suas letras dominicais foram  A e G (52 semanas), teve início a um domingo e terminou a uma segunda-feira.
| Ano completo                       |
| ---------------------------------- |
| Ano bissexto com início ao domingo |

## Eventos
- 25 de Janeiro - Fundação da cidade de Luanda capital de Angola.
- 7 de Agosto - Confirmação, por mercê, da doação da capitania da ilha de São Jorge, Açores a Manuel Corte Real.
- Construção da Igreja de São Pedro na Ribeira Grande, ilha de São Miguel, Açores.
- Ataque de corsários franceses à ilha de Santa Maria, Açores.
- Data em que os fortes que rodeiam o Porto de Pipas e a Baía do Fanal já se encontram em condições de uso. Para a sua construção foi enviado pela coroa de Portugal ao corregedor de Angra, Diogo Álvares Cardoso as plantas para as fortificações acompanhadas do pedido de maior brevidade na sua execução. O seu terreno, sobranceiro aos Baía do Fanal, foi adquirido a Pedro do Canto e Castro, sendo nomeado como alcaide-mor, Manuel Corte Real.[1]

## Nascimentos
- 7 de Outubro - John Marston, escritor inglês (m. 1634).
- Enrico Caterino Davila, historiador italiano (m. 1631).

## Mortes
- 27 de Agosto - Tiziano Vecellio, pintor italiano (n. 1485).
- 21 de Setembro - Gerolamo Cardano, matemático, filósofo e médico italiano (n. 1501).
- 12 de Outubro - Maximiliano II da Germânia, imperador do Sacro Império Romano-Germânico (n. 1527).
- Johann Stumpf, historiador suíço (n. 1500).
- Morre o bispo de Angra, D. Gaspar de Faria.